# Cyril Théréau
Cyril Théréau (Privas, 24 april 1983) is een Franse voetballer die doorgaans als aanvaller speelt. Hij verruilde Udinese in augustus 2017 voor ACF Fiorentina dat hem begin 2019 verhuurde aan Cagliari.

## Clubcarrière

### Frankrijk
Théréua begon met voetballen bij lokale club Laragne Sports, in tegenstelling tot bij andere profvoetballers werd Théréau zijn talent niet op vroege leeftijd ontdekt. In 2001 maakte hij zijn debuut bij FC Gap in de Franse 7de klasse. Hier speelde hij 3 jaar tot hij in 2004 vertrok naar vierdeklasser US Orléans. Hier speelde hij niet lang, in de wintertransferperiode vertrok hij alweer nadat hij in de eerste seizoenshelft twaalfmaal had weten scoren in 10 wedstrijden. Hij vertrok naar Ligue 2-team Angers SCO. Hier speelde hij in anderhalf jaar 52 wedstrijden waarin hij zestienmaal wist te scoren. 

### België & Roemenië
In de zomer van 2006 werd hij gekocht door Belgisch eersteklasser Sporting Charleroi, hier kwam hij viermaal in actie waarin hij driemaal te scoren. Charleroi verkocht Théréau nog dezelfde transferperiode als dat ze hem hadden gekocht aan Steaua Boekarest voor 700.000 euro. Hier speelde hij voor 1 jaar. In dat jaar wist hij tienmaal te scoren in 25 wedstrijden. In 2007 keerde hij terug naar België, hij werd aangetrokken door RSC Anderlecht om het spitsenprobleem op te lossen. Dit lukte hem echter niet, Théréau scoorde tweemaal in 16 wedstrijden. Begin januari 2008 ging hij voor zes maanden op huurbasis bij z'n ex-club Sporting Charleroi spelen. Hier bleef zijn scoren vermogen ook uit, Théréau scoorde vijfmaal in 15 wedstrijden en werd met Charleroi 8ste. Daarna keerde hij definitief terug naar Charleroi, waar hij tot de zomer van 2010 speelde. In die tijd wist hij 73 wedstrijden te vergaren waarin hij twintigmaal scoorde.

### Italië
Eind augustus 2010 tekende hij bij het Serie A-club Chievo Verona. 4 seizoenen lang in de basis, in die tijd wist hij dertigmaal te scoren in 128 wedstrijden. In de zomer van 2014 ruilde hij Chievo Verona in voor Udinese. Hier was hij ook 3 seizoenen lang titularis, in die 3 seizoenen wist hij 113 wedstrijden te spelen waarin hij veertigmaal scoorde, hij had dus zijn statistieken verbeterd, en dit terwijl hij toen hij aankwam bij Udinese al 31 jaar oud was. In de zomer van 2017 werd hij voor 3,2 miljoen euro verkocht aan ACF Fiorentina, hier speelde hij in 2017/18 20 wedstrijden waarin hij viermaal wist te scoren en 5 assists gaf. Théréau had dit seizoen best veel last van blessures, hij miste dat seizoen 11 wedstrijden verspreid over 3 blessures. In 2018/19 speelde hij in de eerste seizoenshelft 2 wedstrijden, Théréau werd in januari 2019 voor de rest van het seizoen uitgeleend aan Cagliari Calcio. Hij maakte zijn debuut op 4 februari 2019 in de met 0-1 verloren thuiswedstrijd tegen Atalanta Bergamo toen hij voor 25 minuten mocht invallen. Théréau blesseerde zich tijdens deze wedstrijd maar speelde de wedstrijd uit, hij was voor re rest van de maand februari out. Toen hij terugkeerde lukte het hem niet om een plek in als titularis te veroveren, waardoor hij in totaal maar 127 minuten speelde voor Cagliari Calcio. Toen hij terugkwam van zijn uitleenbeurt lukte het hem ook niet om aan speelminuten te komen bij Fiorentina.

## Clubstatistieken
| Seizoen | Club                 | Competitie                     | Duels | Doelp. |
| ------- | -------------------- | ------------------------------ | ----- | ------ |
| 2004/05 | US Orléans           | Championnat de France Amateurs | 10    | 12     |
| 2004/05 | Angers SCO           | Ligue 2                        | 19    | 5      |
| 2005/06 | Angers SCO           | Championnat National           | 33    | 12     |
| 2006/07 | Sporting Charleroi   | Eerste klasse                  | 4     | 3      |
| 2006/07 | Steaua Boekarest     | Liga 1                         | 25    | 10     |
| 2007/08 | RSC Anderlecht       | Eerste klasse                  | 16    | 2      |
| 2007/08 | → Sporting Charleroi | Eerste klasse                  | 15    | 5      |
| 2008/09 | Sporting Charleroi   | Eerste klasse                  | 31    | 4      |
| 2009/10 | Sporting Charleroi   | Eerste klasse                  | 35    | 13     |
| 2010/11 | Sporting Charleroi   | Eerste klasse                  | 3     | 0      |
| 2010/11 | Chievo Verona        | Serie A                        | 23    | 2      |
| 2011/12 | Chievo Verona        | Serie A                        | 34    | 7      |
| 2012/13 | Chievo Verona        | Serie A                        | 38    | 13     |
| 2013/14 | Chievo Verona        | Serie A                        | 34    | 8      |
| 2014/15 | Udinese              | Serie A                        | 40    | 13     |
| 2015/16 | Udinese              | Serie A                        | 37    | 12     |
| 2016/17 | Udinese              | Serie A                        | 33    | 12     |
| 2017/18 | Udinese              | Serie A                        | 3     | 3      |
| 2017/18 | ACF Fiorentina       | Serie A                        | 20    | 5      |
| 2018/19 | ACF Fiorentina       | Serie A                        | 2     | 0      |
| 2018/19 | →Cagliari Calcio     | Serie A                        | 5     | 0      |
| 2019/20 | ACF Fiorentina       | Serie A                        | 0     | 0      |
| Totaal  | Totaal               | Totaal                         | 460   | 140    |

Bijgewerkt tot 1 augustus 2020